# マイク・ロジャース
マイケル•マイク・ロジャース（Michael "Mike" Rodgers、1985年4月24日 ‐ ）は、アメリカ合衆国ミズーリ州セントルイス出身の陸上競技選手。専門は短距離走で、100mの自己ベストはアメリカ歴代6位タイの9秒85。2019年ドーハ世界選手権の男子4×100mリレーの金メダリストである。マイク・ロジャーズとも呼ばれる。

## 経歴

### 2008年
2月24日の全米室内選手権男子60mを6秒54で制し、初の全国タイトルを獲得した。
3月7日のバレンシア世界室内選手権男子60mで世界大会初出場を果たすと、準決勝を6秒54の自己ベスト（当時）の自己ベストで突破。しかし、決勝では6秒57とタイムを落として4位に終わり、3位とは0秒03差でメダルを逃した。

### 2009年
6月7日にユージーンで行われたプレフォンテインクラシック男子100mで9秒94（+1.7）をマークし、初めて10秒の壁を突破すると、同月26日の全米選手権男子100m決勝を9秒91（+3.1）で制して初優勝を成し遂げた。
8月のベルリン世界選手権には男子100mと4×100mリレーに出場。100mは準決勝まで進出するも組5着に終わり、決勝に進出できる組4着とは0秒03差で決勝進出を逃した。4×100mリレーでは2走（テレンス・トランメル、ロジャース、ショーン・クロフォード、ダービス・パットン）を務めたが、3走と4走の間でオーバーゾーンがあり予選失格となった。

### 2010年

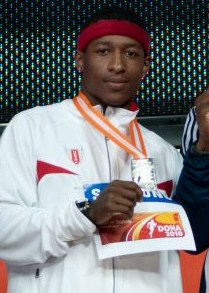
2010年ドーハ世界室内選手権

3月のドーハ世界室内選手権男子60mに出場すると、前回大会に続いて決勝に進出。決勝では6秒53をマークして2位に入り、自身初となる世界大会のメダルを獲得した。

### 2011年
6月24日の全米選手権男子100mで3位に入り、8月に行われる大邱世界選手権アメリカ代表の資格を得た。
7月19日のドーピング検査で陽性反応を示す。本人は禁止薬物の意図的な摂取を否定していたが、最終的には暫定的な資格停止処分を受け入れ、8月の世界選手権は欠場となった。翌年にロジャースは2011年7月19日から2012年4月19日まで9ヶ月間の資格停止処分を受け入れた。

### 2012年
6月24日の全米選手権（ロンドンオリンピックトライアル）男子100m決勝で9秒94（+1.8）をマークするも、3位のライアン・ベイリーとは0秒01差の4位に終わり、ロンドンオリンピックの100m代表の座を逃した。4位に入ったため4×100mリレー代表に選出されたが、左脚疲労骨折のため開幕式の3日前に代表から外れた。

### 2013年
8月のモスクワ世界選手権には男子100mと4×100mリレーに出場。100mでは予選で9秒98（-0.1）、準決勝で9秒93（+0.1）と連続で9秒台をマーク。自身初となる世界選手権決勝に進出するも、決勝ではタイムを落として10秒04（-0.3）の6位に終わった。4×100mリレーは予選と決勝で2走（チャールズ・シルモン、ロジャース、ラキーム・サラーム、ジャスティン・ガトリン）を務めると、決勝ではジャマイカ（37秒36）にこそ敗れたものの、37秒66をマークしての銀メダル獲得に貢献した。

### 2015年
5月にナッソーで開催された世界リレーの男子4×100mに出場。予選と決勝で1走（ロジャース、ジャスティン・ガトリン、タイソン・ゲイ、ライアン・ベイリー）を務め、決勝では37秒38の大会記録をマーク。ウサイン・ボルト擁するジャマイカ（37秒68）を破り、2007年の世界選手権以来8年ぶりとなる世界大会同種目の金メダル獲得に貢献した。
8月の北京世界選手権には男子100mと4×100mリレーに出場。100mは準決勝を自己ベスト（9秒85）に迫る9秒86（+0.9）の全体2位で突破したが、決勝では9秒94（-0.5）とタイムを落とし、3位と0秒02差の5位でメダルを逃した。4×100mリレーはアンカー（トレイボン・ブロメル、ジャスティン・ガトリン、タイソン・ゲイ、ロジャース）を務めると、決勝ではジャマイカ（37秒36）に次ぐ2位で当初はゴールしたが、ゲイとのバトンパスの際にオーバーゾーンがあったとして失格となった。

### 2016年
2月に今年から新設された世界室内ツアー（全4戦）男子60mに参戦すると、1戦目のカールスルーエ大会と2戦目のボストン大会で優勝するなど、4戦全てに出場して合計32ポイントを獲得。60mの初代ツアーチャンピオンに輝き、ツアーチャンピオンに与えられる3月のポートランド世界室内選手権の出場権（ワイルドカード）も獲得した。
3月のポートランド世界室内選手権男子60mに世界室内ツアーチャンピオンとして出場すると、予選を6秒57の組1着、準決勝を6秒51の組2着で突破。5年ぶりに決勝の舞台に立ったが、6秒54とタイムを落とし6位に終わった。
7月の全米選手権（リオデジャネイロオリンピックトライアル）に出場すると、男子100mは決勝で10秒00（+1.6）の4位に終わり、3位のマービン・ブレーシーとは0秒02差で100m代表の座を逃した。200mは20秒94（-1.1）で準決勝敗退となり、個人種目でのアメリカ代表の座は逃したが、4×100mリレーのアメリカ代表に選出された。
8月のリオデジャネイロオリンピック男子4×100mリレーでオリンピック初出場を果たすと、予選と決勝で1走を務め、ロジャース、ジャスティン・ガトリン、タイソン・ゲイ、トレイボン・ブロメルのオーダーで臨んだ決勝は37秒62をマークしての3位に貢献。初出場のオリンピックでメダルを獲得したかに思われたが、ロジャースとガトリンのバトンの受け渡しの際に、テークオーバーゾーン（バトンの受け渡しができる範囲）の手前でガトリンがバトンに触れたとして失格となった。失格の事実を知ったのは、ガトリン、ゲイと共にアメリカ国旗を身にまとい場内を一周している時だった（ブロメルは怪我のため不在）。

### 2017年
4月の世界リレー男子4×100mで2走を務め、38秒43で優勝（2連覇）に貢献した。
6月の全米選手権男子100mでは10秒17（-0.7）の6位に終わり、この種目でのロンドン世界選手権アメリカ代表の座は逃したが、男子4×100mリレーで代表入りを果たした。
8月のロンドン世界選手権男子4×100mリレーでは予選と決勝で1走を務め、ロジャース、ジャスティン・ガトリン、ジェイレン・ベーコン、クリスチャン・コールマンのオーダーで臨んだ決勝は37秒52をマークしての2位に貢献。優勝したイギリスに0秒05及ばなかったものの、この種目では2大会ぶりのメダルを獲得した。

## 人物・エピソード
- 現在のコーチであるダリル・ウッドソンとの出会いは2007年の全米選手権。売店でホットドッグを注文している時に話しかけられた。思うような結果を残せず陸上を止めようと考えていたロジャースだったが、ウッドソンに説得されて陸上を続けることにした[3]。
- レースには毎回トレードマークであるヘアバンドを身に着けて臨んでいる[30]。

## 自己ベスト
記録欄の（　）内の数字は風速（m/s）で、+は追い風を意味する。
| 種目   | 記録         | 年月日        | 場所             | 備考                |
| 屋外   | 屋外         | 屋外          | 屋外             | 屋外                |
| ------ | ------------ | ------------- | ---------------- | ------------------- |
| 100m   | 9秒85 (+1.3) | 2011年6月4日  | ユージーン       | アメリカ歴代6位タイ |
| 200m   | 20秒24 (0.0) | 2009年5月24日 | ベレン           |                     |
| 4×100m | 37秒10       | 2019年10月5日 | ドーハ           | アメリカ記録        |
| 室内   |              |               |                  |                     |
| 55m    | 6秒21        | 2011年1月22日 | ラボック         |                     |
| 60m    | 6秒48        | 2011年2月27日 | アルバカーキ     |                     |
| 200m   | 20秒83       | 2009年2月13日 | フェイエットビル |                     |

## 主要大会成績
| 年   | 大会                                 | 場所               | 種目    | 結果   | 記録          | 備考             |
| ---- | ------------------------------------ | ------------------ | ------- | ------ | ------------- | ---------------- |
| 2008 | ワールドアスレチック ファイナル (en) | シュトゥットガルト | 100m    | 6位    | 10秒27 (+0.4) |                  |
| 2008 | 世界室内選手権                       | バレンシア         | 60m     | 4位    | 6秒57         |                  |
| 2009 | 世界選手権                           | ベルリン           | 100m    | 準決勝 | 10秒04 (+0.2) |                  |
| 2009 | 世界選手権                           | ベルリン           | 4x100mR | 予選   | DQ (2走)      | オーバーゾーン   |
| 2009 | ワールドアスレチック ファイナル (en) | テッサロニキ       | 100m    | 4位    | 10秒09 (-0.2) |                  |
| 2010 | 世界室内選手権                       | ドーハ             | 60m     | 2位    | 6秒53         |                  |
| 2013 | 世界選手権                           | モスクワ           | 100m    | 6位    | 10秒04 (-0.3) |                  |
| 2013 | 世界選手権                           | モスクワ           | 4x100mR | 2位    | 37秒66 (2走)  |                  |
| 2014 | コンチネンタルカップ (en)            | マラケシュ         | 100m    | 2位    | 10秒04 (-0.1) | アメリカ大陸代表 |
| 2014 | コンチネンタルカップ (en)            | マラケシュ         | 4x100mR | 優勝   | 37秒97 (2走)  | アメリカ大陸代表 |
| 2015 | 世界リレー (en)                      | ナッソー           | 4x100mR | 優勝   | 37秒38 (1走)  | 大会記録         |
| 2015 | 世界選手権                           | 北京               | 100m    | 5位    | 9秒94 (-0.5)  |                  |
| 2015 | 世界選手権                           | 北京               | 4x100mR | 決勝   | DQ (4走)      | オーバーゾーン   |
| 2016 | 世界室内選手権                       | ポートランド       | 60m     | 6位    | 6秒54         |                  |
| 2016 | オリンピック                         | リオデジャネイロ   | 4x100mR | 決勝   | DQ (1走)      | オーバーゾーン   |
| 2017 | 世界リレー (en)                      | ナッソー           | 4x100mR | 優勝   | 38秒43 (2走)  |                  |
| 2017 | 世界選手権                           | イギリス           | 4x100mR | 2位    | 37秒52 (1走)  |                  |
| 2019 | 世界選手権                           | ドーハ             | 100m    | 準決勝 | 10秒12(+0.8)  |                  |
| 2019 | 世界選手権                           | ドーハ             | 4x100mR | 優勝   | 37秒10 (3走)  | アメリカ記録     |

### 世界ツアー
ダイヤモンドリーグと世界室内ツアーの総合成績を記載。獲得ポイント欄の（　）内は出場したポイント対象レースの数を意味する。
| 年   | 大会               | 種目 | 総合順位 | 獲得ポイント |
| ---- | ------------------ | ---- | -------- | ------------ |
| 2013 | ダイヤモンドリーグ | 100m | 5位      | 3 (2レース)  |
| 2014 | ダイヤモンドリーグ | 100m | 2位      | 13 (5レース) |
| 2015 | ダイヤモンドリーグ | 100m | 3位      | 5 (4レース)  |
| 2016 | 世界室内ツアー     | 60m  | 優勝     | 32 (4レース) |
| 2016 | ダイヤモンドリーグ | 100m | 4位      | 13 (3レース) |
| 2018 | 世界室内ツアー     | 60m  | 2位      | 22 (4レース) |

優勝したダイヤモンドリーグと世界室内ツアーの大会を記載（個人種目のみ）。金色の背景はポイント対象レースを意味する。
| 年   | ツアー             | 大会                         | 場所           | 種目 | 記録          | 備考                              |
| ---- | ------------------ | ---------------------------- | -------------- | ---- | ------------- | --------------------------------- |
| 2013 | ダイヤモンドリーグ | アスレティッシマ             | ローザンヌ     | 100m | 9秒96 (+2.0)  | 大会終了後に3位から順位繰り上がり |
| 2014 | ダイヤモンドリーグ | ミーティングアレヴァ         | パリ           | 100m | 10秒00 (-0.8) |                                   |
| 2016 | 世界室内ツアー     | ミーティング・カールスルーエ | カールスルーエ | 60m  | 6秒52         |                                   |
| 2016 | 世界室内ツアー     | ニューバランス・グランプリ   | ボストン       | 60m  | 6秒53         |                                   |
| 2018 | 世界室内ツアー     | マドリード・ミーティング     | マドリード     | 60m  | 6秒63         |                                   |